# (38454) Boroson
(38454) Boroson est un astéroïde de la ceinture principale.

## Description
(38454) Boroson est un astéroïde de la ceinture principale. Il fut découvert le 2 octobre 1999 à Fountain Hills (Arizona) par Charles W. Juels. Il présente une orbite caractérisée par un demi-grand axe de 2,63 UA, une excentricité de 0,20 et une inclinaison de 13,8° par rapport à l'écliptique.

## Compléments